# Juan María Alcedo
Juan María Alcedo Serrano (Rota, 5 de febrero de 2001) es un futbolista español que juega como defensa en el Córdoba C. F. de la Segunda División de España.

## Trayectoria
Alcedo llega al fútbol base del Sevilla F. C. en 2016 procedente del juvenil del Atlético Sanluqueño tras haber estado previamente en el C. D. Rota. Tras varios años en la cantera y 57 partidos con el filial en la tercera categoría nacional, su rendimiento captó la atención de varios clubes y del propio Sevilla F. C., llegando a que el 7 de julio de 2022 se oficializara su incorporación al Albacete Balompié, recién ascendido a la Segunda División de España, siendo el primer fichaje del club en el mercado. En esta categoría jugó más de ochenta partidos, con el conjunto manchego y el C. D. Mirandés, antes de incorporarse al Córdoba C. F. para la temporada 2025-26.

## Clubes
Actualizado al último partido disputado el 27 de mayo de 2023.
| Club                    | País   | Año       | Partidos | Goles |
| ----------------------- | ------ | --------- | -------- | ----- |
| Sevilla Atlético        | España | 2020-2022 | 57       | 0     |
| Albacete Balompié       | España | 2022-2025 | 54       | 2     |
| C. D. Mirandés (cedido) | España | 2023-2024 | 32       | 1     |
| Córdoba C. F.           | España | 2025-act. |          |       |